# کریستوفر زیمن
اریک کریستوفر زیمن (انگلیسی: Erik Christopher Zeeman) ریاضی‌دان بریتانیایی متولد ژاپن و گسترش دهنده نظریه فاجعه